# میلوش پانتوویچ
میلوش پانتوویچ (صربی:Милош Пантовић؛ زاده ۷ ژولای ۱۹۹۶، ۱۷ تیر ۱۳۷۵) بازیکن حرفه‌ای فوتبال صربستانی است که به عنوان مهاجم برای بایرن مونیخ ۲، در لیگ منطقه‌ای باواریا بازی می‌کند.

## اوایل زندگی
در مونیخ به دنیا آمده‌است. والدینش از آریلیه صربستان به مونیخ مهاجرت کرده بودند.

## رده باشگاهی
پانتوویچ فوتبال بازی کردن را از ۶ سالگی آغاز کرد. ابتدا برای تیم محله خود، هلیوس دگلفینگ مونیخ بازی می‌کرد. سپس به اوبرفورینگ پیوست و در سال ۲۰۰۷، به تیم زیر ۱۲ سال بایرن مونیخ پیوست.
در آنجا در همه بازی‌های تیمش بازی کرد. در سال ۲۰۱۴ به تیم دوم بایرن مونیخ پیوست و بلافاصله به تیم زیر ۱۹ سال صربستان دعوت شد. در آن مقطع برای تیم ملی ۶ بازی انجام داد. پانتوویچ اولین بازی خود در بوندسلیگا در نهمین بازی فصل ۱۶–۲۰۱۵ انجام داد و در دقیقه ۹۲ به جای آرتورو ویدال به زمین آمد؛ و به اولین بازیکن صرب بایرن مونیخ، بعد از رادمیلو میهایلوویچ در فصل ۹۰–۱۹۸۹ بدل شد.

## رده ملّی
در بهار ۲۰۱۵ پانتوویچ به تیم ملی زیر ۱۹ زیر صربستان دعوت شد ولی فقط در بازی‌های دوستانه بازی کرد. پس از اولین بازی برای بایرن مونیخ، از طرف تومیسلا سیویچ، مربی تیم زیر ۲۱ سال صربستان، تماسی دریافت می‌کند.

## آمار
تا ۱۲ آذر ۱۳۹۴
| باشگاه        | فصل      | لیگ                 | لیگ  | لیگ | جام  | جام | کلی  | کلی |
| باشگاه        | فصل      | لیگ                 | بازی | گل  | بازی | گل  | بازی | گل  |
| ------------- | -------- | ------------------- | ---- | --- | ---- | --- | ---- | --- |
| بایرن مونیخ ۲ | ۲۰۱۴–۱۵  | لیگ منطقه‌ای باواریا | ۶    | ۰   | -    | -   | ۶    | ۰   |
| بایرن مونیخ ۲ | ۲۰۱۵–۱۶  | لیگ منطقه‌ای باواریا | ۱۸   | ۵   | -    | -   | ۱۸   | ۵   |
| بایرن مونیخ ۲ | کلی      | کلی                 | ۲۴   | ۵   | -    | -   | ۲۴   | ۵   |
| بایرن مونیخ   | ۲۰۱۵–۱۶  | بوندسلیگا           | ۱    | ۰   | ۰    | ۰   | ۱    | ۰   |
| آمار کلی      | آمار کلی | آمار کلی            | ۲۵   | ۵   | ۰    | ۰   | ۲۵   | ۵   |